# Experimento de Afshar
O Experimento de Afshar é um experimento ótico que pretende refutar o Principio da complementaridade de Bohr, segundo o qual um sistema quântico deve exibir propriedades de partículas e onda, mas não no mesmo experimento. Uma das afirmações de Shahriar S. Afshar é que neste experimento pode-se verificar o padrão de interferência de um feixe fóton (uma propriedade de onda) e ao mesmo tempo observar a trajetória de um fóton (trajetória é um conceito que só se aplica a partículas). A afirmação que a origem (isto é, a trajetória selecionada entre as duas trajetórias possíveis) de um fóton pode ser determinada neste experimento, é a justificação do autor para denominá-lo como um experimento de definição de caminho. Muitas das afirmações associadas a este experimento cortam caminho por várias idéias convencionais na mecânica quântica.
O trabalho experimental de Shahriar S. Afshar foi feito inicialmente no Institute for Radiation-Induced Mass Studies e mais tarde reproduzido na Harvard University, enquanto o autor era professor pesquisador da instituição. Ele apresentou seus resultados em um seminário em Março de 2004 intitulado Waving Copenhagen Good-bye: Were the founders of Quantum Mechanics wrong?. O experimento foi publicado em Julho de 24, 2004 na edição da New Scientist., e publicado no Proc. SPIE 5866, 229-244 em Julho de 2005.
Afshar afirma que seu experimento invalida o princípio da complementaridade com implicações mais profundas para a compreensão da mecânica quântica, alterando potencialmente a Interpretação de Copenhague e de acordo com John Cramer, a interpretação de muitos mundos. Cramer também afirma que este resultado apóia sua interpretação transacional da mecânica quântica.

## Preparação Experimental e interpretação de Afshar
O experimento utiliza uma montagem similar à feita para o experimento de dupla fenda. Na variante de Afshar, a luz gerada por um laser passa através de dois furos (não fendas) ligeiramente espaçados. Através destes dois orifícios, uma lente focaliza a luz de tal forma que a imagem de cada orifício seja recebida em um fóton-detector separado (Fig. 1). Nesta configuração, um fóton que passar através do primeiro furo sensibiliza somente o detector numero 1, e similarmente, se ele passar pelo segundo furo. Então, observando-se desta forma, a montagem comporta-se com se a luz fosse fluxo de partículas, o que pode assinalar a origem para cada furo em particular.
Quando a luz atua como uma onda,  por causa da interferência pode observado que há uma região que os fótons evitam, chamada de franjas escuras. Afshar agora coloca uma fina grade de arame logo após a lente (Fig. 2).  A grade é colocada em uma posição predefinida de forma a coincidir com as franjas escuras de um padrão de interferência o qual foi produzido pela dupla de furos quando observado diretamente. Se um dos buracos é bloqueado, o padrão de interferência não pode mais ser formado, e uma parte da luz será bloqueada pela grade. Conseqüentemente, seria esperado que a qualidade da imagem fosse reduzida, como realmente foi observado por Afshar. Afshar então afirma que ele pode constatar as características ondulatórias da luz neste mesmo experimento, pela presença da grade.
Neste ponto, Afshar compara o resultado que é visto pelos detectores de fótons quando um dos furos é fechado com o que e visto nos detectores de fótons quando os dois furos estão abertos.  Quando um furo é fechado, a grade causa alguma difração na luz, e bloqueia uma certa quantidade de luz recebida pelo fóton detector correspondente. Quando ambos os furos estão abertos, porém, o efeito é minimizado, com resultados comparáveis ao caso em que não há grade colocada na frente das lentes
A conclusão de Afshar é que a luz exibe um comportamento de onda quando passa através da grade, já que a luz passa através dos espaços entre os arames quando ambos os furos estão abertos, mas também exibe o comportamento de partícula após atravessar a lente, com os fótons passam por um dado fóton detector.
Este comportamento, Afshar argumenta, contradiz o princípio da complementaridade, desde que se exibem as características de partícula e de onda no mesmo experimento, para os mesmos fótons.  Afshar afirma que este experimento também pode ser conduzido com um simples fóton e o resultado será idêntico ao experimento com  alto fluxo, embora estes resultados ainda não estejam disponíveis atualmente nos dados disponíveis em Harvard.

## Controvérsia
A afirmação de Afshar que este experimento viola o princípio da complementaridade tem gerado grande controvérsia e muito desta discussão tem sido divulgado por blogs e vários grupos de discussão na Internet. No final de Maio de 2005, Afshar esteve apresentando seu trabalho em vários seminários em universidades e no final de março de 2005, no encontro da American Physical Society em Los Angeles. Seu trabalho foi publicado pela International Society for Optical Engineering em Julho de 2005. Os resultados de Afshar também foram divulgados na New Scientist como citado acima e em outras revistas científicas. O Artigo da New Scientist em si mesmo gerou muitas respostas, incluindo várias cartas para o editor que foram divulgadas nas publicações de 7 de Agosto e 14 de Agosto de 2004. Entre esses leitores que escreveram estão Alistair Rae (Centre for Photonic Systems, Cambridge University), David Dunstan (Head of the Physics Department, University of London) e Alwyn Eades (Director of the Microscopy Center, Materials Science Department, Lehigh University) que viu as interpretações de Afshar com ceticismo.

### Complementaridade
A dualidade partícula-onda é considerada como uma das características diferenciadoras da mecânica quântica e foi discutida por físicos proeminentes desde o tempo de Einstein, Bohr e Heisenberg.
Uma das bases do principio de Bohr da complementaridade, que é  realmente aceita como um princípio universal, é que a observação de duas propriedades, tais como a posição e o momento, requer arranjos experimentais mutuamente exclusivos.  Isto pode ser ilustrado pelo experimento de dupla fenda de Young, o qual diz que a determinação da densidade de probabilidade no plano de abertura e no plano de interferência não pode se dar pela utilização das mesmas partículas.
De uma forma mais genérica, podemos dizer (Omnès, 1999) que "o  principio da complementaridade estabelece tipos de linguagem mutuamente exclusivas que podem ser aplicadas na descrição de objetos, mas não simultaneamente".  Isto expressa a dicotomia entre a linguagem das partículas e a linguagem de ondas as quais podem ser usadas, por exemplo, para descrever o comportamento do fóton. Mais importante, Omnès  no mesmo trabalho prove uma expressão matemática precisa usando o formalismo das histórias consistentes.
Matematicamente uma formulação específica da complementaridade de Bohr pode também ser obtido com base da relação dualidade de Englert-Greenberger.
A função de onda no experimento de dupla fenda de Young pode ser escrita
{\displaystyle \Psi _{A}(\mathbf {x} )+\Psi _{B}(\mathbf {x} ),(1)}
onde A e B representam os dois furos ou fendas. Na configuração usual sem detecção de qual caminho, a função de onda para dois furos simples é simétrica. Com o aparato plano que consiste de dois obstáculos localizados na posição de abertura.
Na configuração com a detecção de qual caminho,  existe uma distinção entre os dois furos. Uma boa avaliação do grau de distinção é dado por
{\displaystyle D={\bigg |}|\Psi _{A}(\mathbf {x_{A}} )|^{2}-|\Psi _{B}(\mathbf {x_{B}} )|^{2}{\bigg |}.(2)}
Isto pode ser escrito de forma equivalente
{\displaystyle D={\frac {||C_{A}|^{2}-|C_{B}|^{2}|}{|C_{A}|^{2}+|C_{B}|^{2}}}=|P_{A}-P_{B}|,}
Onde
{\displaystyle P_{A}={\frac {|C_{A}|^{2}}{|C_{A}|^{2}+|C_{B}|^{2}}},\quad P_{B}={\frac {|C_{B}|^{2}}{|C_{A}|^{2}+|C_{B}|^{2}}}}
são as probabilidades de encontrar a partícula em A ou B e CA, CB são as amplitudes de onda correspondentes. Particularmente tem-se D=0 sem detecção de qual caminho e D=1 quando o caminho for perfeitamente indistinguível.
No campo distante dos dois furos as duas ondas interferem produzindo as franjas. A visibilidade das franjas é definida por
{\displaystyle V={\frac {I_{max}-I_{min}}{I_{max}+I_{min}}}(3)}
onde max e min representam os valores máximos e mínimos da densidade.
Isto pode ser escrito de uma forma equivalente
{\displaystyle V=2{\frac {|C_{A}\cdot C_{B}^{*}|}{|C_{A}|^{2}+|C_{B}|^{2}}}.}
Temos V=0 para um experimento no qual o caminho fique bem definido. Reciprocamente teríamos V=1 quando não houvesse distinção.
Isto nos leva a ver que a relação de dualidade
{\displaystyle V^{2}+D^{2}=1\quad }
é sempre verdadeira. A apresentação atual foi limitada para um estado quântico puro. Para um estado combinado temos
{\displaystyle V^{2}+D^{2}\leq 1\quad (4)}
A interpretação desta relação e feita da seguinte forma: Considere o experimento de fenda dupla de Young para fótons com a lente e o suposto experimento feito sem o detector de caminho. Se nos detectássemos partículas na abertura plana, nos encontraríamos estatisticamente dois estreitos picos com densidade igual (D=0). Agora se nos detectamos fótons no plano focal (imagem) da lente, nos deveríamos encontrar um padrão de interferência como visibilidade V=1. Naturalmente nos então não registraríamos nenhuma partícula no plano de abertura desde que um fóton não pode ser observado duas vezes. Nos poderíamos deduzir, portanto que cada  fóton tem uma probabilidade de 1/2 para sair do furo A ou B. É importante de qualquer forma observar que neste experimento um detector de fótons está ligado em cada saída informado-nos onde isto o ocorre (qual informação de caminho) e mesmo se D=0. O real significado da relação de dualidade é então somente a inferência lógica : Se o fóton é sempre detectado no plano de Fourier (informação momento) então nos somente conhecemos a probabilidade de onde isto deveria ser antes do plano abertura.
A introdução de um detector de qual caminho não muda nada na história. Tão logo cada detector de caminho seja introduzido de forma a realizar uma medição não destrutiva: Queremos observar no plano de Fourier das lentes e ao mesmo tempo saber onde ele ira vira.  O fóton deve agora se entrelaçado com um outro sistema quântico ou com um grau de liberdade interno tal como o spin ou polarização. Quando o detector dispara (estado acima) nos temos função de onda adjunta como Eq. 1. Se o fóton é detectado concomitantemente, quando ele esta ainda na abertura, nos encontramos dois picos assimétricos correspondendo a:{\displaystyle D\neq 0\quad }. No caso ideal um destes dois picos tem intensidade igual a zero, isto é, D=1 o qual corresponde a um perfeito experimento de definição de caminho. Agora se nos detectamos (ainda em coincidência com o detector no estado para cima) o fóton no plano de Fourier a mesma inferência lógica previamente realizada. Novamente isto e importante de se observar que neste experimento um fóton detectado diretamente no aparato nos informa onde ele esta agora (qual caminho seguido).
O experimento de Afshar não contém nenhum mecanismo para detecção de entrelaçamento. No formalismo apresentado anteriormente significa que D=0 e V=1. Como neste experimento o fóton sempre é detectado no plano de imagem da lente e não no plano de  Fourier (isto é, no plano focal).  A inferência lógica é aqui inversa: 'Se o fóton é sempre detectado no plano da imagem (informação espacial) então nos somente conheceríamos a probabilidade de onde ele poderia  ter estado antes no plano focal (informação de momento)'.
O principio da complementaridade deverá então ser respeitado neste experimento. Porém esta informação ainda esta em debate.

### Críticas
Embora o trabalho de Afshar ainda seja sujeito de várias interpretações e discussões, uma significativa porção da comunidade cientifica tem a opinião de que o experimento de Afshar não refuta a complementaridade. Segue uma lista parcial de críticas ao trabalho de Afshar. Há um FAQ relativo às incoerências do trabalho de Afshar.
1. Bill Unruh, Professor of Physics at University of British Columbia, .
2. Lubos Motl, Assistant Professor of Physics,  Harvard University
3. Ruth Kastner, Committee on the History and Philosophy of Science, University of Maryland, College Park, .
4. Aurelien Drezet, University of Graz Institut of experimental physics, Austria,
5. Danko Georgiev, Varna, Bulgaria